# Cornamusa (navegación)

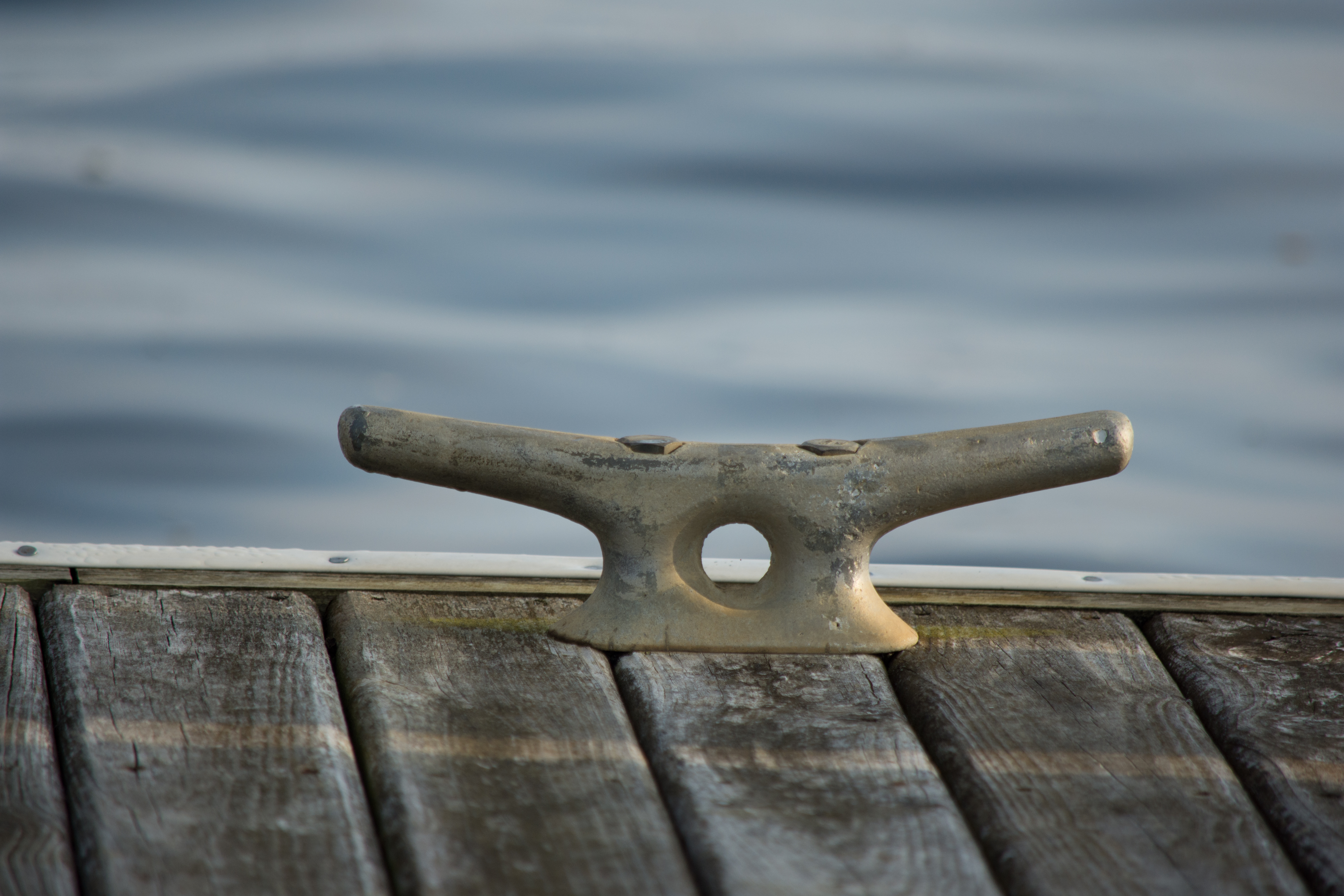
Una cornamusa.

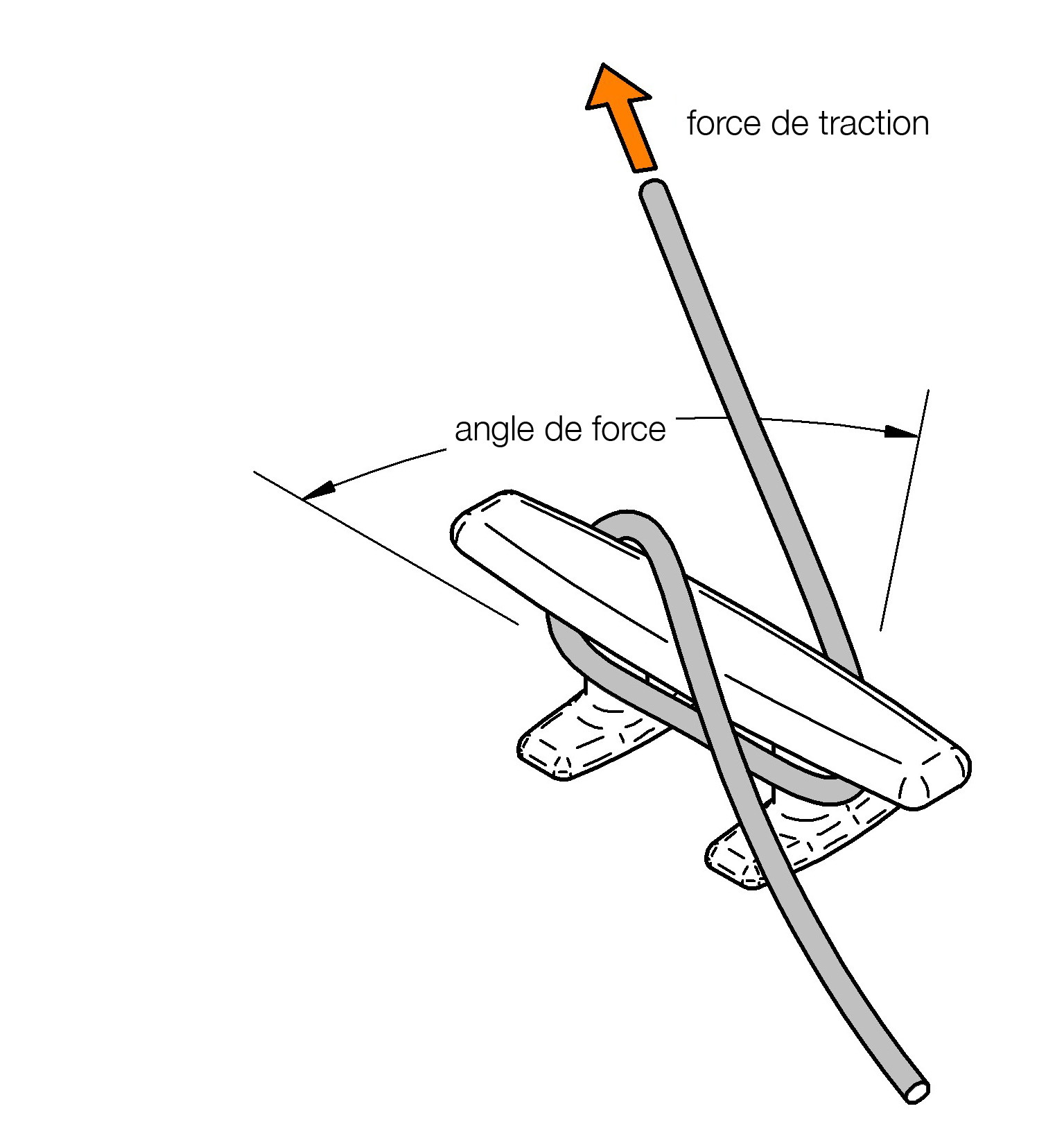
Esquema de atadura.

En náutica, la cornamusa de una embarcación es una pieza (de madera, metal o plástico) formada por una base central (curva o plana con/sin acanaladura longitudinal) que tiene uno, dos o tres salientes paralelos y simétricos. (fr. Taquet, Galoche; Ing. Cleat, Kevel; It. Taccho)
Sirve para asegurar un cabo (cuerda) de forma rápida, para lo cual los salientes pueden tener uno o dos brazos que lo confinan, o bien un sistema de trinquete.
La base se sujeta a lugar fijo (cubierta, costado, mástil, botalón u obenque) por medio de clavos, pernos o cuerda. La excepción a esto es la cornamusa de peine, en la cual son los salientes, no la base, los que se sujetan a lugar fijo.

## Tipos
- Escotera: es la abertura que hay en el costado de una embarcación, con una roldana por la cual pasa la escota mayor o de trinquete.. (ing. Cavil, Kevel).

| Español | Español             | Inglés        | Descripción | Descripción | Descripción | Descripción                                                                                               |
| Época   | Cornamusa de        | Cleat         | Saliente(s) | Brazo(s)    | Posición    | Observación                                                                                               |
| ------- | ------------------- | ------------- | ----------- | ----------- | ----------- | --- |
| Antigua | Amarre              | Belaying      | 1 o 2       | 2           | Horizontal  | |
| Antigua | Obenque             | Shroud        | 1           | 2           | Inclinada   | Surco longitudinal en la base para el obenque Surco longitudinal en el saliente para sujetar la cornamusa |
| Antigua | Peine               | Comb          | 3           | -           | Horizontal  | |
| Antigua | Eslinga             | Sling         | 1           | 1           | Horizontal  | |
| Antigua | Pulgar              | Thumb         | 1           | 1           | Vertical    | |
| Antigua | Tope                | Stop          | 1           | -           | Horizontal  | |
| Antigua | de cabeza de mástil | for mast head | 1           | 1           | Vertical    | |
| Moderna | de Cuerno           | Horn          | 1 o 2       | 2           |             | |
| Moderna | Jam                 |               |             |             |             | |
| Moderna | de Almeja           | Clam          | 2           | -           |             | Los salientes, interiormente, se acercan, en forma de "V" y tienen trinquete fijo                         |
| Moderna | de Leva             | Cam           | 2           | -           |             | Los salientes, interiormente, son trinquetes rotatorio opuestos (Levas)                                   |

## Colocación
Se llama concha al resalte donde se fijan algunas cornamusas grandes.

## Tipos

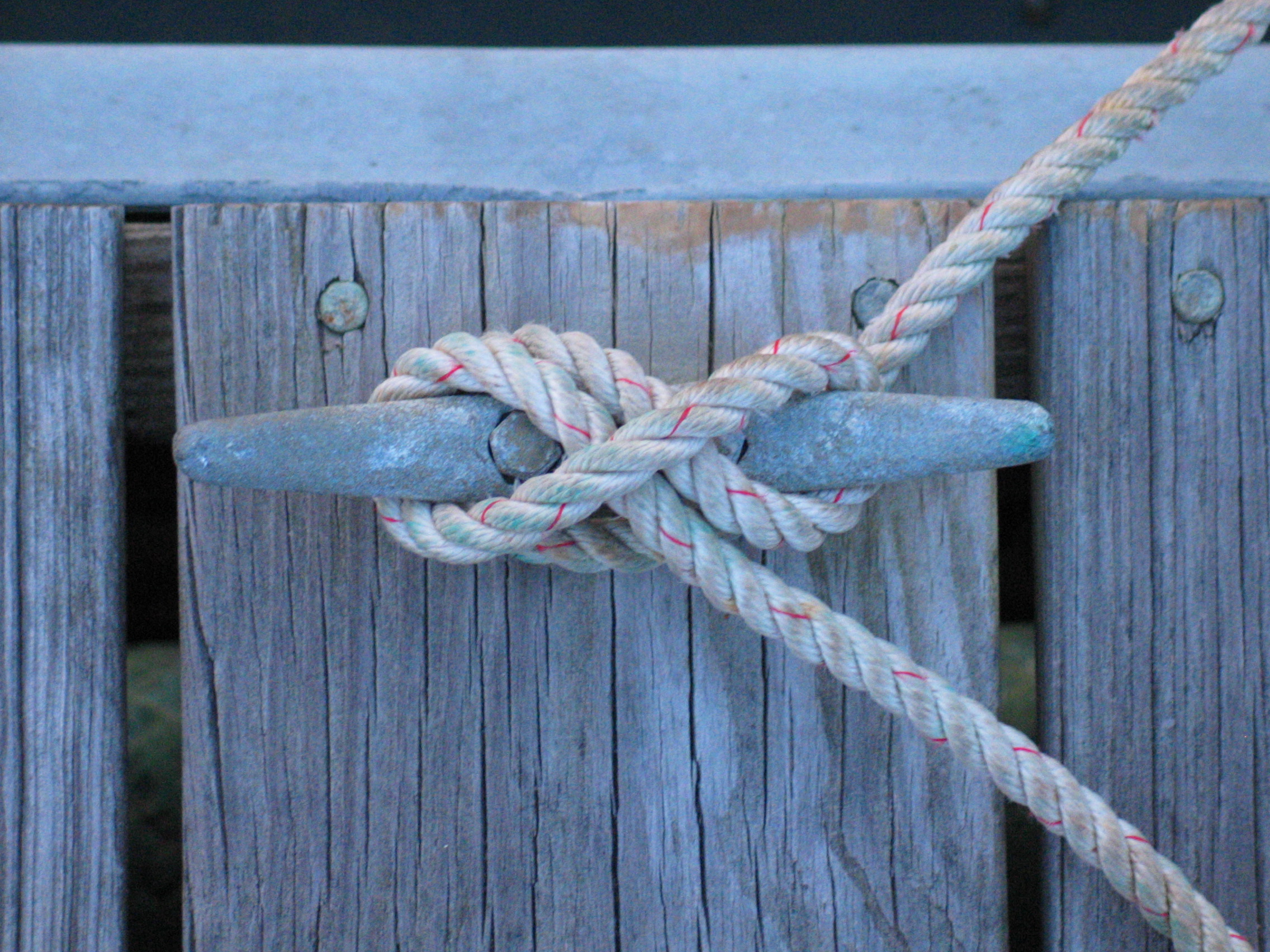
Una línea atada con un nudo de cornamusa a una cornamusa de cuerno en un muelle. La línea sale de un barco que se ve en la parte superior de la imagen, rodea el cuerno derecho, luego el cuerno izquierdo, cruza la cornamusa de arriba a la izquierda a abajo a la derecha, rodea el cuerno derecho y luego se engancha alrededor del cuerno izquierdo. Tenga en cuenta que esta línea está mal atada; la línea del barco debería ir inicialmente hacia el extremo izquierdo de la cornamusa de cuerno en lugar del lado derecho.
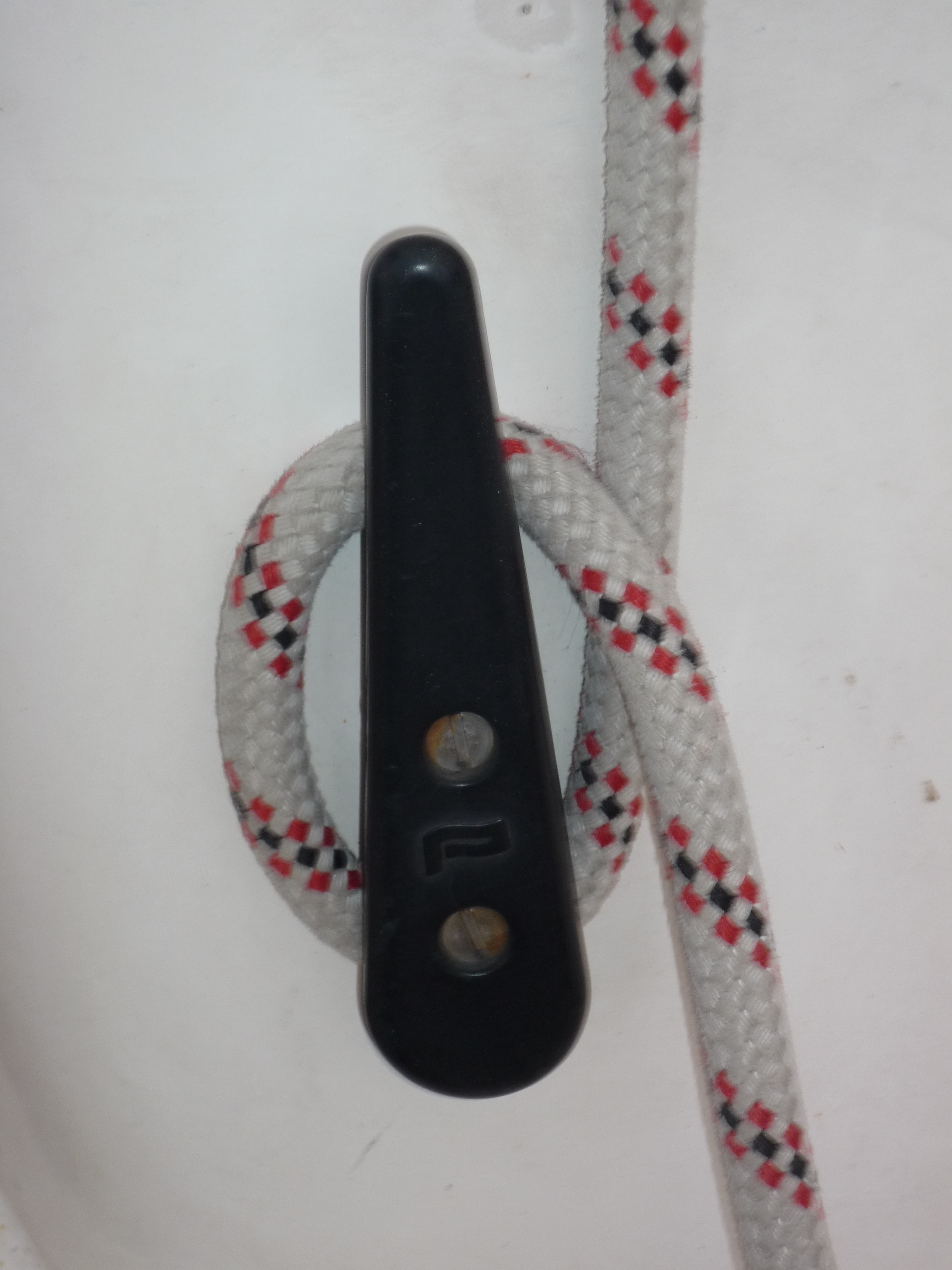
Una cornamusa. El cabo puede pasar libremente por la parte inferior de la cornamusa (debajo de los tornillos). La parte superior es cónica, de modo que el espacio entre la cornamusa y la embarcación se reduce conforme se acercan a los tornillos, lo que provoca que el cabo se atasque en la cornamusa al tirar de ella hacia abajo.
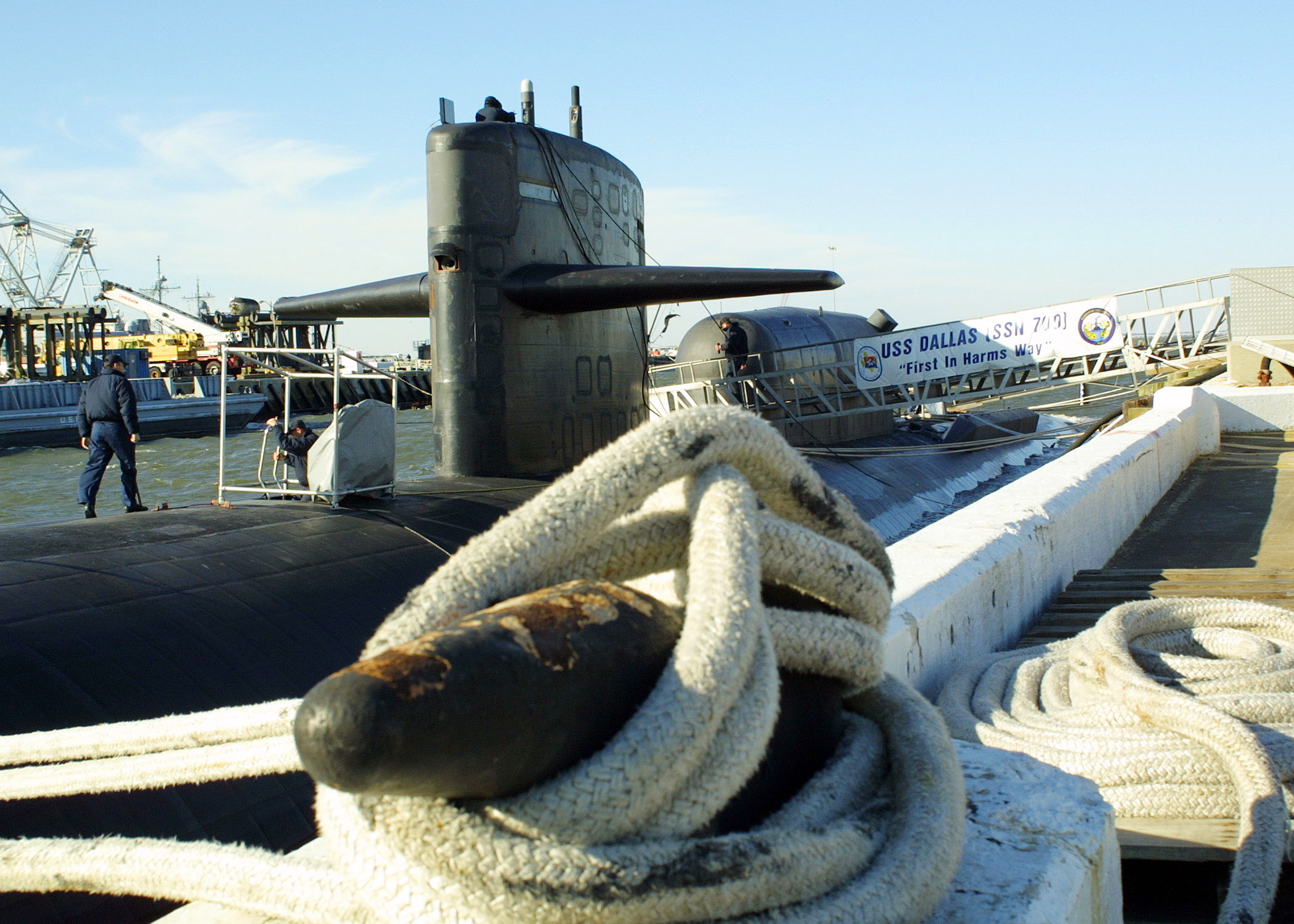
Una cornamusa de amarre de gran tamaño
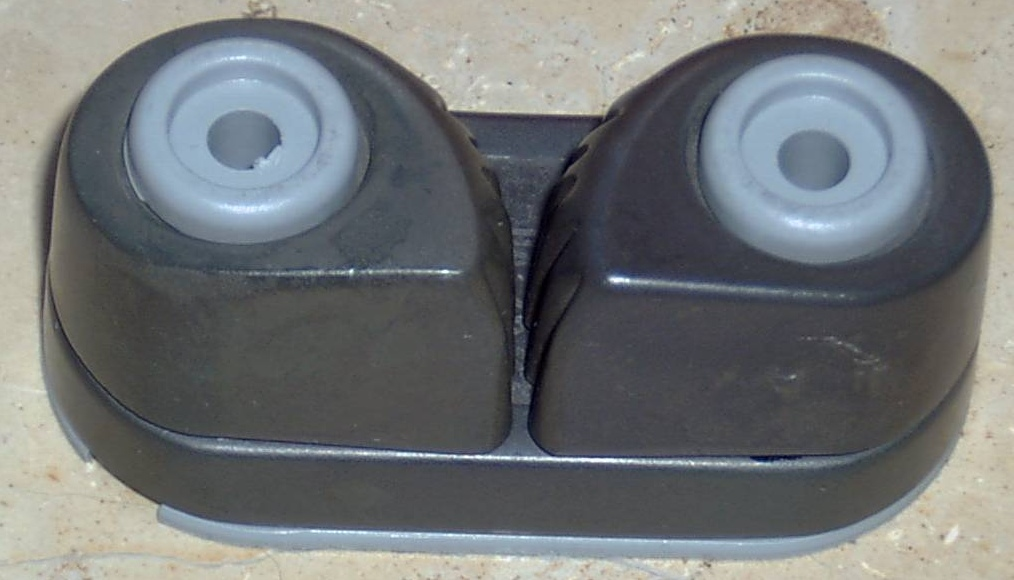
Mordaza: la cuerda pasa entre dos levas que resisten un tirón en dirección opuesta a la cámara.